# Connecticut Sun 2015
La stagione 2015 delle Connecticut Sun fu la 17ª nella WNBA per la franchigia.
Le Connecticut Sun arrivarono quinte nella Eastern Conference con un record di 15-19, non qualificandosi per i play-off.

## Roster
| N° | Naz.                   | Ruolo | Sportivo           | Anno | Alt. | Peso |
| -- | ---------------------- | ----- | ------------------ | ---- | ---- | ---- |
| 1  | Stati Uniti (bandiera) | AC    | Elizabeth Williams | 1993 | 191  | 87   |
| 2  | Stati Uniti (bandiera) | A     | Camille Little     | 1985 | 188  | 82   |
| 3  | Stati Uniti (bandiera) | AC    | Kelsey Bone        | 1991 | 193  | 98   |
| 6  | Stati Uniti (bandiera) | G     | Jasmine Thomas     | 1989 | 175  | 66   |
| 7  | Stati Uniti (bandiera) | A     | Kayla Pedersen     | 1989 | 193  | 86   |
| 12 | Stati Uniti (bandiera) | G     | Chelsea Gray       | 1992 | 180  | 77   |
| 20 | Stati Uniti (bandiera) | G     | Alex Bentley       | 1990 | 170  | 69   |
| 21 | Stati Uniti (bandiera) | A     | Jennifer Lacy      | 1983 | 191  | 79   |
| 25 | Stati Uniti (bandiera) | A     | Alyssa Thomas      | 1992 | 188  | 84   |
| 33 | Ucraina (bandiera)     | G     | Inha Orjechova     | 1989 | 188  | 73   |
| 34 | Stati Uniti (bandiera) | G     | Kelly Faris        | 1991 | 180  | 70   |
| 40 | Stati Uniti (bandiera) | GA    | Shekinna Stricklen | 1990 | 188  | 81   |
| 54 | Stati Uniti (bandiera) | AC    | Nikki Greene       | 1990 | 193  | 87   |

## Staff tecnico
- Allenatore: Anne Donovan
- Vice-allenatori: Jennifer Gillom, Steven Key
- Preparatore atletico: Jeremy Norman
- Preparatore fisico: Lisa White